# Maladera masumotoi
Maladera masumotoi är en skalbaggsart som beskrevs av Shuhei Nomura 1974. Maladera masumotoi ingår i släktet Maladera och familjen Melolonthidae. Inga underarter finns listade i Catalogue of Life.